# Direcció General de Carreteres
La Direcció General de Carreteres és una direcció general espanyola depenent de la Secretaria General d'Infraestructures del Ministeri de Foment d'Espanya.

## Funcions
Correspon a la Direcció general de Carreteres l'exercici de les següents funcions en l'àmbit de la Xarxa de Carreteres de l'Estat:
- L'actualització, seguiment i control de la situació i funcionament de la Xarxa de Carreteres de l'Estat, incloent l'anàlisi, diagnosi i prognosis de l'oferta viària i de la demanda del transport.
- L'elaboració i actualització dels inventaris de la Xarxa de Carreteres de l'Estat, així com l'establiment del sistema de gestió de la informació de la Direcció general de Carreteres, així com la implantació, manteniment i explotació de sistemes intel·ligents de transport, sense perjudici de les competències del Ministeri de l'Interior i en coordinació amb la Direcció general de Transport Terrestre.
- La gestió de la cessió dels trams de la Xarxa de Carreteres de l'Estat que es transfereixin als Ajuntaments.
- La gestió de la seguretat de les infraestructures viàries, l'inventari de la seguretat viària, l'anàlisi i seguiment de l'accidentalitat, l'elaboració d'informes, estudis, projectes, plans i programes de seguretat viària i la realització d'avaluacions d'impacte de seguretat viària, auditories, i inspeccions de seguretat viària, en l'àmbit de les competències del Ministeri, sense perjudici de les competències del Ministeri de l'Interior.
- L'elaboració d'estudis i informes i la coordinació, inspecció i control de les carreteres explotades en concessió amb peatge directe a l'usuari.
- La gestió del patrimoni viari i la seva defensa a les zones de domini públic, de servitud i d'afecció.
- La gestió i seguiment en matèria de soroll, així com l'elaboració dels mapes de soroll a la xarxa de carreteres de l'Estat i el seu pla d'acció.
- El projecte i la gestió de les concessions d'àrees de servei.
- L'elaboració, seguiment i control de la planificació de carreteres, així com dels estudis de planejament i els estudis previs, informatius i de impacte ambiental, en l'àmbit de la seva competència.
- L'elaboració, seguiment, supervisió i control dels avantprojectes i projectes de construcció de carreteres estatals.
- La gestió i seguiment de les activitats de protecció ambiental i sostenibilitat.
- El seguiment dels convenis i protocols en els quals participi la Direcció general de Carreteres, excepte els relatius a cessió de trams de carreteres a Ajuntaments.
- L'elaboració dels estudis de viabilitat de concessions de nous trams de carretera, en coordinació amb la Subdelegació del Govern en les Societats Concessionàries d'Autopistes Nacionals de Peatge.
- La conservació, el manteniment i la rehabilitació del patrimoni viari.
- La gestió de la qualitat del servei viari i la vialitat hivernal.
- L'elaboració, seguiment, supervisió i control dels avantprojectes i projectes de conservació, rehabilitació de fermes i de seguretat viària per a la realització d'obres en carreteres estatals.
- La gestió i control tècnic i econòmic de la construcció i de la qualitat de les obres de seguretat viària, conservació i rehabilitació de la xarxa viària, així com el seguiment tècnic i el control econòmic de les obres i les seves incidències.
- La gestió i seguiment de les concessions de carreteres sense pagament directe de l'usuari, des del moment de la seva posada en servei, en coordinació amb la Subdelegació del Govern en les Societats Concessionàries d'Autopistes Nacionals de Peatge.
- La gestió i control de la construcció i de la qualitat de les noves infraestructures i de les obres de condicionament, així com el seguiment tècnic i el control econòmic de les obres i les seves incidències.
- L'elaboració de la proposta d'avantprojecte de pressupostos i la gestió i tramitació dels crèdits i despeses assignades a l'òrgan directiu, així com la gestió dels assumptes relatius a la contractació, adquisicions i expropiacions, sense perjudici de les competències de la Sotssecretaria de Foment o altres òrgans superiors o directius del Ministeri i en coordinació amb ells.
- La proposta d'instruccions del director general relatives a tots els procediments tramitats per la Direcció general.
- L'elaboració i proposta de la normativa tècnica d'aplicació a la Xarxa de Carreteres de l'Estat, així com l'elaboració d'estudis i informes de caràcter tècnic.
- La participació en les conferències de direccions generals d'Europa i Iberoamèrica i de les associacions mundials de carreteres.

## Estructura orgànica
La Direcció general de Carreteres s'estructura en els següents òrgans, amb nivell orgànic de sotsdirecció general:
- La Subdirecció General d'Explotació.
- La Subdirecció General de Projectes.
- La Subdirecció General de Conservació.
- La Subdirecció General de Construcció.
- La Subdirecció General de Coordinació.

## Llista de directors generals
- Javier Herrero Lizano (2018-)[4]
- Jorge Urrecho Corrales (2012-2018)
- José María Pertierra de la Uz (2010-2012)
- Aureliano López Heredia (2008-2010)
- Francisco Javier Criado Ballesteros (2004-2008)
- Antonio José Alonso Burgos (2000-2004)
- Juan Francisco Lazcano Acedo (1996-2000)
- José Javier Dombriz Lozano (1991-1996)
- Rafael Fernández Sánchez (1989-1991)
- Enrique Balaguer Camphuis (1981-1989)
- Juan Bautista Diamante Cabrera (1977-1981)
- Enrique Aldama Miñón (1974-1977)
- Leopoldo Doadrio López (1970-1974)
- Pedro de Areitio y Rodrigo (1965-1970)
- Pedro Mañueco y de Lecea (1965)
- Camilo Pereira Soler (1963-1965)
- Vicente Mortes Alfonso (1960-1963)
- Pedro García Ormaechea y Casanovas (1957-1960)
- Pedro Ansorena y Sáenz de Jubera (1955-1957)
- Manuel María Arrillaga y López Puigcerver (??-1955)
- Ildefonso Sánchez del Río (1945-1951)